# Endressia
Endressia es un género de plantas herbáceas perteneciente a la familia de las apiáceas.  Comprende 2 especies descritas y  aceptadas.

## Descripción
Son hierbas perennes, erectas, glabras, glabrescentes o pelosas. Tallos simples, ± rígidos, con algún resto foliar fibroso-escamoso en la base. Hojas pinnatisectas, con 5-11 segmentos sésiles, pinnatífidos o palmatipartidos, en su mayoría basales, con pecíolo más corto que el limbo. Umbelas compuestas, terminales y solitarias por regla general, con los radios subiguales. Brácteas 0-4(5), lanceoladas, patentes o reflejas. Bractéolas 0-5(10), filiformes, patentes. Cáliz con dientes pequeños, triangulares, acrescentes, a veces muy poco aparentes. Pétalos ovales o suborbiculares, con ápice incurvado, en apariencia emarginados, blancos –o a veces rosados–, homogéneos. Estilopodio subcónico; estilos arqueados, reflejos. Frutos ovoides o elipsoidales, lisos, glabros, ligeramente comprimidos lateralmente; mericarpos subpentagonales en sección, con las 5 costillas primarias prominentes, obtusas; vitas 2-5 en cada valécula y 4-8 en la cara comisural; con canales secretores en cada costilla; carpóforo bipartido. Semillas con endosperma plano en la cara comisural.

## Taxonomía
El género fue descrito por Jacques Etienne Gay y publicado en Annales des Sciences Naturelles (Paris) 26: 223. 1832. La especie tipo es: Endressia pyrenaica (J.Gay ex DC.) J.Gay
Etimología
Endressia: nombre genérico que fue otorgado en honor del botánico suizo Peter Karl Endress.

## Algunas especies
A continuación se brinda un listado de las especies del género Endressia aceptadas hasta septiembre de 2012, ordenadas alfabéticamente. Para cada una se indica el nombre binomial seguido del autor, abreviado según las convenciones y usos.
- Endressia castellana Coincy
- Endressia pyrenaica (J.Gay ex DC.) J.Gay